# Balonmano Castellón
El Club Deportivo Balonmano Castellón (más conocido como Balonmano Castellón) es un club de balonmano formativo español de Castellón de la Plana.

## Historia
La historia del club se escribe antes de la formación legal del actual Club Deportivo Balonmano Castellón. Años antes, con la iniciativa de Juan de Dios Cordoncillo, Jorge Martí y Rafael Martí y un grupo que completaban A. Guiñón, Vicente Olaria, Mercedes Valls y Juan Estrada, con Magín Arroyas de presidente, fundaron el Club Balonmano USIA de Castellón, convirtiéndose luego en la Sociedad Polideportiva Castellón, Kemac Castellón antes de convertirse definitivamente en el C.D. B.M Castellón.
Magín Arroyas dio un paso al lado y cedió la presidencia a Rafael Martí para la temporada 1981-1982. Rafael se mantuvo en el cargo hasta su fallecimiento el 2 de enero de 2024, en Castellón de la Plana y recogiendo los frutos que pusieron clubes castellonense como el OAR, Colegio Menor,... Todo el movimiento terminó el 20 de octubre de 1978 cuando el C.B. Usía Castellón debutaba en competición oficial masculina y, dos años después, debutaba en competición femenina bajo la batuta de Juan de Dios Cordoncillo y Jordi Martí.
Fue con la ayuda del Ayuntamiento de Castellón, la Generalidad Valenciana y la Fundación Trinidad Alonso bajo la que fueron ascendiendo en las diferentes categorías provinciales y nacionales, hasta la 2016-2017, en la que jugaron en la segunda división nacional. Hasta entonces, cuatro intentos de ascenso infructuosos. El equipo, comandado por la capitana Elena Romero y la local Rebeca Castell, consiguió el preciado ascenso a la quinta oportunidad con Vicente Sos en el banquillo.
En 2017, en una gran temporada y tras dos victorias y una derrota en la última liguilla de ascenso, el Balonmano Castellón logró el ascenso a la Liga Loterías. De la mano de Montse Puche debutó en el pabellón Fernando Úbeda de la capital de La Plana ante el Super Amara Bera Bera el 5 de septiembre de 2017. En la División de Honor femenina de balonmano se mantuvo durante las temporadas 2017/18 y 2018/19, ocupando esta última temporada la plaza del Puchi Ibiza. Descendió a la División de Honor Plata y, tras una temporada jugando en la segunda división nacional bajó a la tercera división nacional.
Tras el fallecimiento del alma mater castellonense, Rafael Martí, fueron Javier y Nando García Ovejero los que dieron un paso adelante y se hicieron con las riendas del club junto a Paco Fernández.

## Equipos base
Benjamin mixto además de alevín, infantil, cadete, juvenil son los equipos de base del equipo, que se complementan con un equipo de balonmano adaptado y dos senior, masculino y femenino, que juegan en primera autonómica para un total de 14 equipos y 120 deportistas.